# Martin Holm (fotbollsspelare)
Jan Martin Andreas Holm, född 8 juni 1991, är en svensk fotbollsspelare som spelar för Bara GIF.

## Karriär
Holm lämnade IF Limhamn Bunkeflo inför säsongen 2013 för Trelleborgs FF, vilket blev hans första klubbyte i karriären. Han spelade med IF Limhamn Bunkeflo även under deras tid i Superettan. Holm har även varit uttagen, samt deltagit i landslagssamlingar för årgång -91 på Bosön.
I juli 2013 värvades han av KSF Prespa Birlik. I november 2015 värvades Holm av IFK Malmö. I oktober 2017 förlängde han sitt kontrakt med ett år. Inför säsongen 2020 gick Holm till division 5-klubben Bara GIF. Han spelade två matcher för klubben under säsongen 2020. Inför säsongen 2021 gick Holm till division 4-klubben Rydsgårds AIF. Han spelade 21 matcher och gjorde ett mål under säsongen 2021. Inför säsongen 2025 återvände Martin Holm till Bara GIF igen för sin andra sejour med klubben.